# Wolfgang Weirauch
Wolfgang Weirauch, född 1953 i Flensburg, är en tysk förlaggare, författare och antroposof. Han har utforskat andliga teman från ett antroposofiskt perspektiv i snart 40 år.

## Biografi
Weirauch studerade politik, germanistik och teologi i Flensburg och Stuttgart. 1983-2019 utgav han Flensburger Hefte, en tidskrift med antroposofiska och dagsaktuella teman. 2001-2009 undervisade han i politik vid Flensburg waldorfskola. Han är verksam som föredragshållare och medverkar vid vidareutbildning av waldorflärare sedan 2002.
Han har utgivit en uppmärksammad serie om naturandar  med ett femtontal band där kunskap om naturen och andliga väsen har nedtecknats. Han kontaktade dessa väsen tillsammans med Verena Stael von Holstein, en klarseende kvinna som även i barndomen kunde kommunicera med trädandar och elementarväsen.